# NGC 4871
NGC 4871 este o galaxie activă situată în constelația Părul Berenicei. A fost descoperită în 10 mai 1863 de către Heinrich Louis d'Arrest.